# Anthrax cana
Anthrax cana är en tvåvingeart som beskrevs av Greathead 1989. Anthrax cana ingår i släktet Anthrax och familjen svävflugor.
Artens utbredningsområde är Förenade Arabemiraten. Inga underarter finns listade i Catalogue of Life.